# 탱커드 (밴드)
탱커드(독일어: Bierkrug, 조끼)는 1982년 독일 프랑크푸르트 암 마인에서 결성된 스래쉬 메탈 밴드이다. 곡의 주제가 대부분 술과 연관되어 있어서 음주 메탈이라고 농담 식으로 부르기도 한다.
밴드는 공연이 끝나고 팬들과 맥주를 마시는 것으로 상당히 유명한데, 이 때문에 전 세계적으로 상당한 팬층을 보유하고 있으며, 국제적인 페스티벌에 자주 참가한다.
2000년까지 앨범 프로듀싱은 헬로윈, 보이보드, 소돔의 프로듀서였던 해리스 존스가 담당했고, 1986년부터 우베 "버팔로" 슈내델바흐가 매니저를 담당하고 있다.(슈내델바흐는 메탈 음악지 록 하드(Rock Hard)의 편집장을 맡고 있으며, 사진작가로서도 활동하고 있다.)

## 역사
밴드의 전신은 1982년에 결성된 Vortex이다. (후에 Avenger로 변경)
당시 Vortex의 멤버 전원이 프랑크푸르트 암 마인의 괴테-김나지움(Goethe-Gymnasium)에 다니며 서로 잘 어울렸기 때문에 상당히 빠르게 정식 밴드활동을 하기로 한다. 1984년에는 데모앨범 "Heavy Metal Vanguard"를, 1985년에는 "Alcoholic Metal"을 발매한다.
1986년에는 인디 레이블 노이즈 레코즈(Noise Records)과 계약을 맺고 정규 1집 "Zombie Attac"k을 발매한다. 2집 "Chemical Invasion"의 커버 아트워크는 제바스티안 크뤼거가 담당한다.
1987년에는 최초로 투어를 한다. 1988년에 발매된 3집 "The Morning After"는 상업적인 성공을 거둔 최초의 앨범이다.
이듬해에 발매된 EP 앨범" Alien"에서부터 밴드의 마스코트인 녹색 외계인이 등장한다.
1989년 베스트 앨범 "Hair of the dog"을 발매하고 드러머 올리버 베르너가 밴드를 탈퇴하고 아르눌프 툰이 그자리를 메운다.
1990년에는 구 동독지역에서 연대 콘서트(Solidaritätskonzert)에 참가하고, 얼마 지나지 않아 "Open All Night"라는 콘서트를 주최하며,
공연 실황을 동명의 비디오 타이틀로 발매한다.
1990년에는 4집 "The Meaning of Life"를 발매하고, 이듬해 라이브 앨범 "Fat, Ugly & Live"를 발매한다.
위 두 앨범의 판매고는 좋은 편이었다.
1992년에 발매한 5집 "Stone Cold Sober"에는 처음으로 독일어 곡 (Freibier)가 수록되었다.
1994년 6집 "Two-Faced"녹음 작업이 끝난 후, 멤버들 간의 의견차이로 밴드는 잠정적으로 해산을 선언한다.
아르눌프는 드러머라는 본래 포지션 외에도 Space Beer, Beermuda, Stone Cold Sober, Up from Zero und Ugly Beauty 등을 작곡했다.
"Two-Faced" 발매 후 올라프 치셀이 정식 드러머로 가입한다.
1994년 발매된 "Aufgetankt"는 탱커드가 아닌 "Tankwart"라는 이름으로 발매한 첫 앨범이다.
이 앨범에는 새로운 독일의 물결(Neue deutsche Welle) 밴드들과 United Balls, Extrabreit, Die Ärzte과 같은 독일 펑크 밴드들의 커버곡이 수록되어 있다.
1995년에는 밴드에서 주로 작곡을 담당했던 기타리스트 악셀 카츠만이 건강상의 이유로 밴드를 탈퇴한다.
밴드는 그의 공석을 채우지 않고 현재까지 원기타 체제를 유지하고 있다.
1996년에는 기존의 스타일과 다르게 멜로딕한 면을 강조하였고, 클린 보컬을 사용한 집 The Tankard를 발매한다.
동년 두 번째 Tankwart 앨범 "Himbeergeist zum Frühstück"을 발매한다. 이 앨범에는 칭기즈칸, 렉스 길도, 하이노가 부른 유행가(Schlager)를 메탈 버전으로 커버한 곡들이 수록되어 있다.
밴드는 2002년과 2003년 결성 20주년을 맞아 독일, 터키, 그리스 투어를 한다.
그 후 Cock-Sparrer의 "We're Coming Back"의 커버 버전이 수록되어 있는 베스트 앨범 "Beast of Bourbon"을 발매한다.
2005년 5월에는 프랑크푸르트 암 마인의 록 공연장 Batschkapp에서 한 공연 전체를 더블 DVD "Fat, Ugly and Still (A)Live"로 발매한다.
이 DVD는 약 다섯 시간에 걸친 밴드의 라이브 영상, 백스테이지, 뮤직비디오 4편, 밴드의 사진 등을 담고 있다.
2006년 4월 29일에는 밴드의 오랜 꿈이 이루어지는데, 05/06 시즌 DFB 포칼(K 리그의 FA컵과 같다. – 역자 주) 결승전(바이에른 뮌헨 대 아인트라흐트 프랑크푸르트, 장소: 베를린 올림피아슈타디온)에서 프랑크푸르트의 응원가 "Schwarz-weiß wie Schnee"를 립싱크로 연주한다.
그리고 2006/07시즌 개막전에서 프랑크푸르트의 홈구장인 발트슈타디온에서 한 번 더 응원가를 부른다.
그 후 싱글앨범 "Schwarz-weiß wie Schnee"를 발매하는데, 이 앨범에는 스튜디오 버전과 응원가 Eurobbapokal, Cock-Sparrer의 "We're Coming Back"의 라이브 커버 버전과 세 곡의 데모곡, Schwarz-weiß wie Schnee의 데모버전이 수록되어 있다.
2006년에는 10집 "The Beauty and the Beer"를, 2008년에는 11집 "Thirst"를 발매한다.
그리고 2010년 12월 17일에는 14집 "Vol(l)ume 14"를 발매하고 2012년 7월에는 15집 "A Girl Called Cerveza"를 발매하며, 독일 앨범 차트 32위에 오른다.

## 정규 음반 및 EP, DVD 목록

### 정규 음반
- 1986: Zombie Attack
- 1987: Chemical Invasion
- 1988: The Morning After
- 1990: The Meaning of Life
- 1992: Stone Cold Sober
- 1994: Two-Faced
- 1995: The Tankard
- 1998: Disco Destroyer
- 2000: Kings of Beer
- 2002: B-Day
- 2004: Beast of Bourbon
- 2006: The Beauty And The Beer
- 2008: Thirst
- 2010: Vol(l)ume 14
- 2012: A Girl Called Cerveza
- 2014: R.I.B.

### 베스트 앨범, DVD
- 1989: Hair of the Dog (베스트 앨범)
- 1991: Fat Ugly and Live (베스트 앨범)
- 2007: Best Case Scenario: 25 Years in Beers (베스트 앨범)

- 2005: Fat, Ugly And Still (A)Live (DVD)
- 2009: Open All Night – Reloaded (DVD)

### 데모, EP, 싱글 앨범
- 1984: 'Heavy Metal Vanguard (데모)
- 1985: 'Alcoholic Metal (데모)
- 1989: Alien(EP)
- 2006: Schwarz-Weiß wie Schnee (EP)
- 2012: The Big Teutonic 4 크리에이터, 디스트럭션. 소돔과의 스플릿 EP

## Tankwart
- 1994: Aufgetankt
- 1996: Himbeergeist zum Frühstück